# 严琦
严琦（1967年11月—），重庆巴南人，中华人民共和国企业家、政治人物，重庆陶然居饮食文化（集团）有限公司总裁，第十一届全国政协委员。

## 生平
加入中国民主建国会，担任民建中央委员、全国青联委员、重庆市工商联副主席。2008年，当选第十一届全国政协委员，代表中华全国青年联合会，分入第十六组。2018年1月，当选第十三届全国政协委员。